# François Duquesnoy
François Duquesnoy lub Du Quesnoy, zwany Il Fiammingo (ochrz. 12 stycznia 1597 w Brukseli, zm. 19 lipca 1643 w Livorno) – flamandzki rzeźbiarz.

## Życiorys
Syn flamandzkiego rzeźbiarza barokowego Jérôme'a Duquesnoy, którego dziełem jest słynna rzeźba-fontanna Manneken pis.
W 1618 François Duquesnoy wyjechał do Rzymu, gdzie m.in. wykonywał rzeźby dla bazyliki św. Piotra. Przyjaźnił się z malarzem francuskim Nicolasem Poussinem, którego teorie artystyczne miały duży wpływ na jego sztukę. Jako jedynemu w tym czasie udało mu się stworzyć indywidualny klasycyzujący styl, przeciwstawny stylowi Berniniego (któremu wpływowi uległo większość rzeźbiarzy włoskich tego czasu). Arcydziełem Duquesnoy jest rzeźba świętej Zuzanny w rzymskim kościele Santa Maria di Loreto (1629–1633).